# Pașalâcul de la Oradea

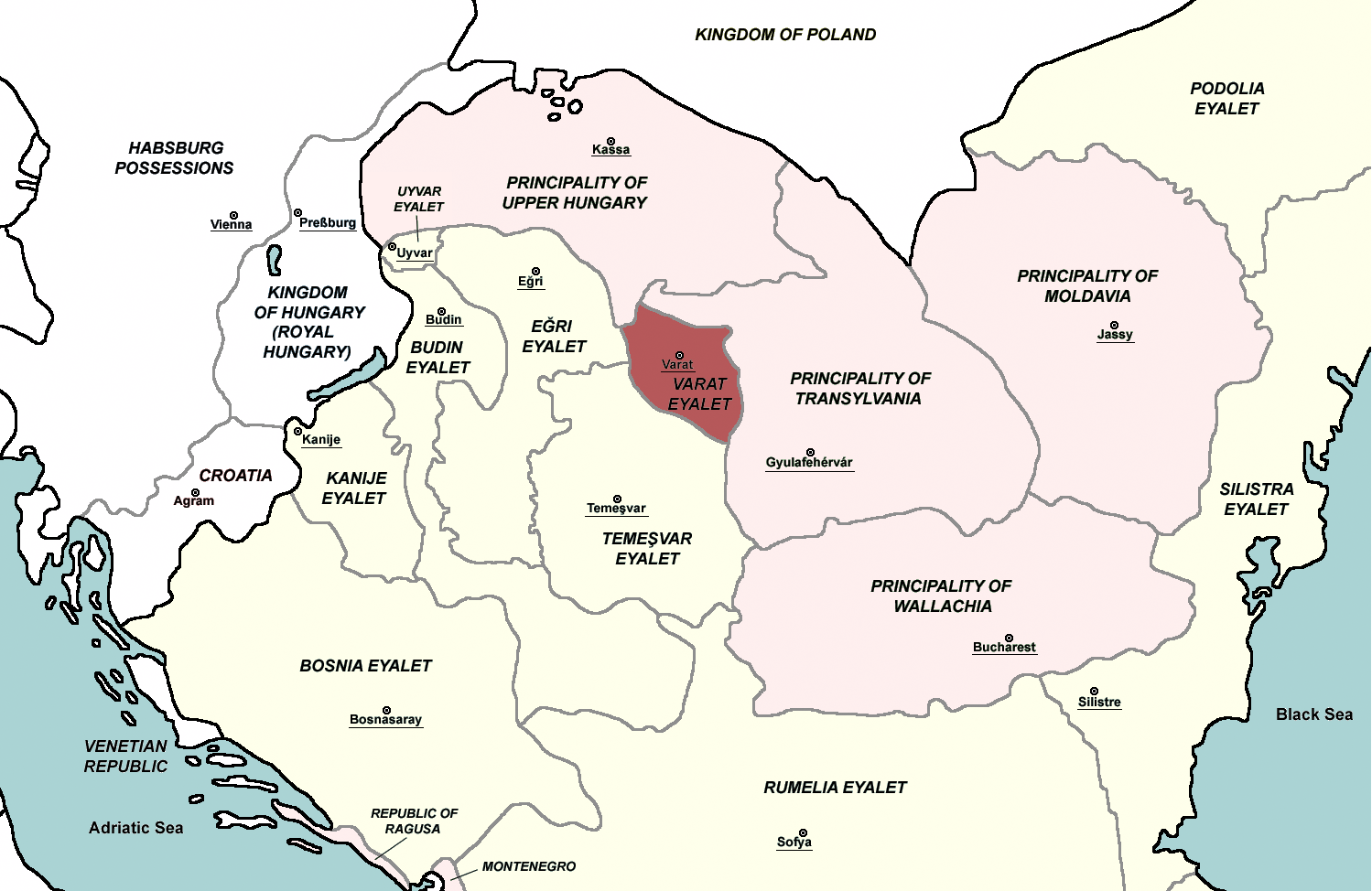

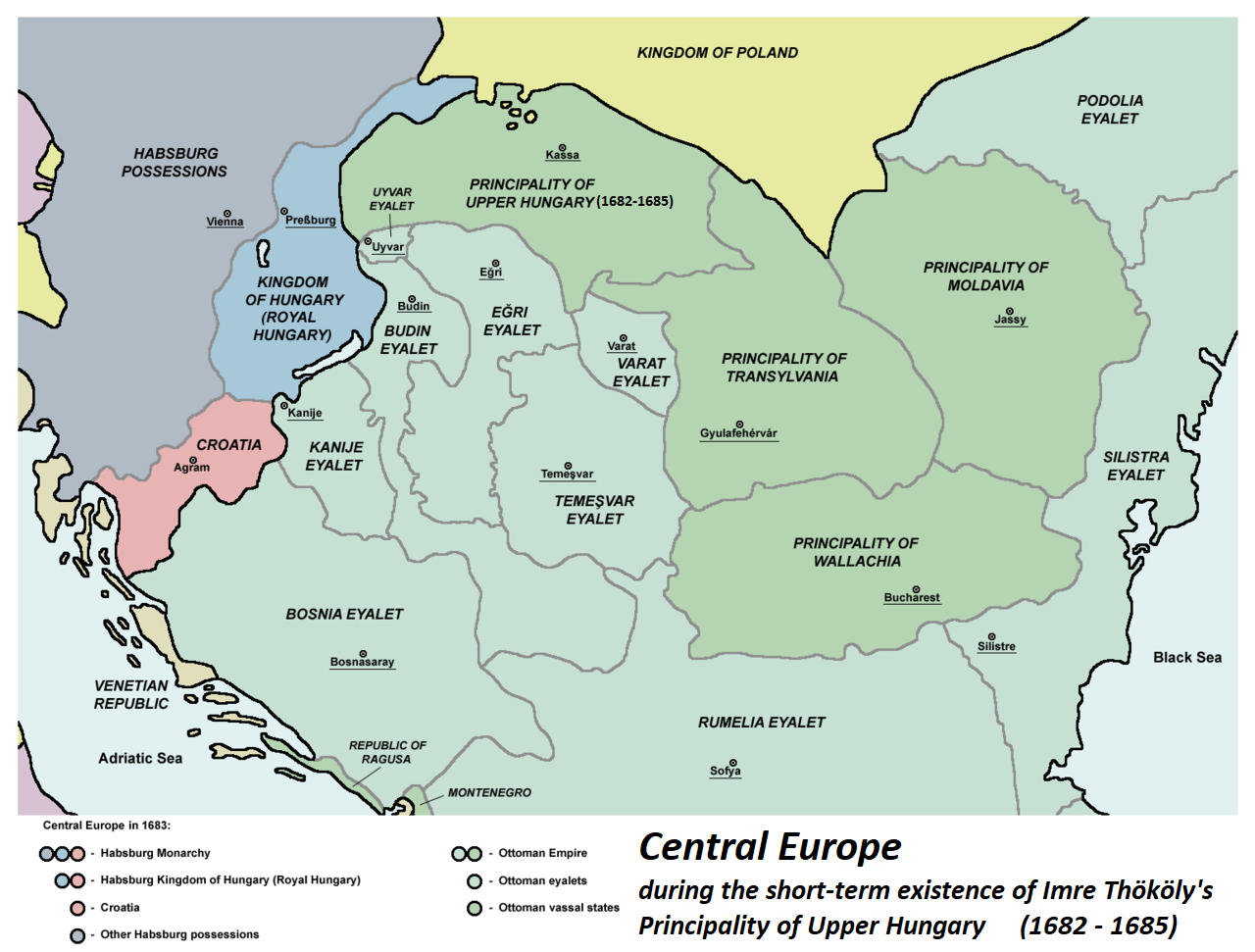

Pașalâcul de Oradea sau eyaletul Oradea (în turcă otomană ایالت وارد, transliterat: Eyālet-i Vārad) a luat ființă în 1660, când turcii au cucerit cetatea Oradea, după un asediu prelungit de 46 de zile. Toleranța religioasă și poziționarea strategică au făcut din Oradea unul dintre cele mai importante centre comerciale ale Imperiului otoman, deoarece oștenii sultanului își vindeau aici prada de război europeană. Din 1674, în pașalâc este inclusă și localitatea Gilău.
Pașalâcul de Oradea cuprindea teritoriul Bihorului, cu excepția părților nordice din jurul cetăților Săcuieni și Debrețin și era împărțit în 4 sangeacuri.
Existența pașalâcului a încetat în anul 1692, odată cu ocuparea cetății Oradea de către imperialii austrieci, care au schimbat „jugul de lemn turcesc” cu „jugul de fier habsburgic”.